# Сборная Украины по футболу на чемпионате Европы 2020 года
В 2021 году сборная Украины по футболу в третий раз приняла участие в розыгрыше очередного чемпионата Европы.
В 2012 году Украина впервые приняла участие в турнире и совместно с Польшей стала его хозяйкой, но не смогла пройти на стадию плей-офф, а в 2013 году подала заявку о повторной организации турнира уже в 2020 году, на котором стадионы Киева, Харькова и Донецка могли бы принять матчи полуфиналов или финала чемпионата, но, в итоге, для проведения матчей турнира были выбраны другие города Европы. На чемпионат Европы по футболу в 2016 году сборная Украины не смогла пройти групповой этап и выйти в плей-офф, также как и в 2012 году, но в этот раз из-за своих ошибок.
Турнир 2021 года стал первым успехом главного тренера сборной Украины по футболу Андрея Шевченко на своём посту. В 2006 году, на чемпионате мира по футболу, сборная Украины вместе с Андреем Шевченко, на тот момент ещё игроком, дошла до четвертьфинала, но проиграла сборной Италии со счётом 3:0. Ассистент главного тренера Александр Шовковский также играл в сборной во время чемпионата мира 2006 года, когда в 1/8 финала отразил все 3 удара игроков швейцарской сборной в серии пенальти и вывел свою команду на стадию четвертьфинала.

## Форма
На чемпионате Европы по футболу 2020 сборная Украины проводила свои матчи в двух типах формы: основной и гостевой. Примечательна форма тем, что за весь период существования не меняла свои основные цвета, а лишь некоторые детали.
Основная (домашняя) форма представляет собой традиционный, с момента независимости Украины, цвет национальной сборной — жёлтый с синими элементами. Ныне это также жёлтый цвет футболки посредине которой находится географическая карта Украины, выше герб национальной команды. Гостевая (запасная, выездная) форма по своей структуре аналогична основной, только выполнена синим цветом с жёлтыми элементами.
|  | Основная |  | Запасная |

#### Конфликт из-за новой формы
Конфликтом из-за новой формы послужил лозунг: «Слава Украине! Героям слава!», нанесённый на карту Украины, где были указаны спорные регионы Крыма и Донбасса. УЕФА обязала Украинскую ассоциацию футбола убрать этот символ. Однако через некоторое время обе стороны прошли к компромиссу.

## Заявка

#### Игроки
В списке представлен ряд футболистов, которые принимали участие в квалификации и розыгрыше чемпионата Европы по футболу 2020 от сборной Украины.
- Оранжевым цветом  выделены футболисты, попавшие в заявку на квалификационный раунд (в случаи выхода на поле, будет указана их статистика), но к финальной части были отсеяны[d].
- Серым цветом  выделены футболисты, не попавшие в заявку на финальную часть турнира из-за травмы, но игравшие в квалификационном раунде[e].
- Не выделенные специальным цветом , футболисты попавшие в заявку на финальную часть чемпионата[f].

| №             | Имя                 | Клуб                             | Матчи                     | Минут на поле | Голы    | Остальная статистика                                                            |
| Вратари       | Вратари             | Вратари                          | Вратари                   | Вратари       | Вратари | Вратари                                                                         |
| ------------- | ------------------- | -------------------------------- | ------------------------- | ------------- | ------- | ------------------------------------------------------------------------------- |
| 1             | Георгий Бущан       | Динамо (Киев)                    | 5                         | 480           |         | пропущено 10 голов, совершено 15 сейвов                                         |
| 12            | Андрей Пятов        | Шахтёр (Донецк)                  |                           |               |         | Не выходил на поле                                                              |
| 23            | Анатолий Трубин     | Шахтёр (Донецк)                  |                           |               |         | Не выходил на поле                                                              |
| 23            | Андрей Лунин        | Реал Мадрид                      |                           |               |         | Не выходил на поле                                                              |
| Защитники     |                     |                                  |                           |               |         |                                                                                 |
| 2             | Эдуард Соболь       | Брюгге (аренда); Шахтёр (Донецк) | 1                         | 1             |         | отсутствует                                                                     |
| 4             | Сергей Кривцов      | Шахтёр (Донецк)                  | 2                         | 155           |         | 1 отбор, 1 нарушение                                                            |
| 13            | Илья Забарный       | Динамо (Киев)                    | 1                         | 1             |         | отсутствует                                                                     |
| 16            | Виталий Миколенко   | Динамо (Киев)                    | 4                         | 355           |         | 6 отборов                                                                       |
| 17            | Александр Зинченко  | Манчестер Сити                   | 5                         | 480           | 1       | 3 отбора, 2 нарушения,                                                          |
| 21            | Александр Караваев  | Динамо (Киев)                    | 5                         | 480           | 1       | 3 отбора, 2 нарушения                                                           |
| 22            | Николай Матвиенко   | Шахтёр (Донецк)                  | 5                         | 480           |         | 6 отборов, 4 нарушения                                                          |
| 24            | Александр Тымчик    | Динамо (Киев)                    |                           |               |         | не выходил на поле                                                              |
| 25            | Денис Попов         | Динамо (Киев)                    |                           |               |         | не выходил на поле                                                              |
| 14            | Богдан Михайличенко | Андерлехт                        |                           |               |         | не выходил на поле                                                              |
| 2             | Александр Сирота    | Динамо (Киев)                    | Отсеян, отказано в заявке |               |         |                                                                                 |
| Полузащитники |                     |                                  |                           |               |         |                                                                                 |
| 3             | Георгий Судаков     | Шахтёр (Донецк)                  |                           |               |         | не выходил на поле                                                              |
| 5             | Сергей Сидорчук     | Динамо (Киев)                    | 5                         | 374           |         | 4 отбора, 5 нарушений, 1 жёлтая карточка                                        |
| 6             | Тарас Степаненко    | Шахтёр (Донецк)                  | 2                         | 185           |         | 5 отборов, 3 нарушения, 2 удара                                                 |
| 8             | Руслан Малиновский  | Аталанта                         | 4                         | 283           |         | 5 отборов, 5 нарушений, 10 ударов, 1 голевая передача                           |
| 10            | Николай Шапаренко   | Динамо (Киев)                    | 5                         | 323           |         | 13 отборов, 3 нарушения, 1 жёлтая карточка                                      |
| 11            | Марлос              | Шахтёр (Донецк)                  | 2                         | 73            |         | отсутствует                                                                     |
| 14            | Евгений Макаренко   | Кортрейк                         | 2                         | 51            |         | 1 отбор, 6 ударов                                                               |
| 15            | Виктор Цыганков     | Динамо (Киев)                    | 4                         | 139           |         | 2 отбора, 3 нарушения, 1 удар                                                   |
| 18            | Роман Безус         | Гент                             | 1                         | 2             |         | 1 отбор                                                                         |
| 20            | Александр Зубков    | Ференцварош                      | 1                         | 13            |         | 1 нарушение                                                                     |
| 10            | Евгений Коноплянка  | Шахтёр (Донецк)                  |                           |               |         | Травма                                                                          |
| 7             | Богдан Леднев       | Динамо (Киев)                    |                           |               |         | Не выходил на поле                                                              |
| Нападающие    |                     |                                  |                           |               |         |                                                                                 |
| 7             | Андрей Ярмоленко    | Вест Хэм                         | 5                         | 445           | 2       | 10 ударов, 5 ударов в створ, 2 голевые передачи, 2 нарушения, 1 жёлтая карточка |
| 9             | Роман Яремчук       | Гент                             | 5                         | 430           | 2       | 12 ударов, 1 голевая передача, 7 нарушений                                      |
| 19            | Артём Беседин       | Динамо (Киев)                    | 3                         | 36            |         | отсутствует                                                                     |
| 26            | Артём Довбик        | Днепр-1                          | 1                         | 15            | 1       | 2 удара, 1 удар в створ, 1 нарушение, 1 жёлтая карточка                         |
| 18            | Жуниор Мораес       | Шахтёр (Донецк)                  |                           |               |         | Травма                                                                          |

#### Тренерский штаб
В списке представлен старший тренерский штаб сборной Украины по футболу на момент чемпионата Европы 2020.
| Имя                  | Должность                  |
| -------------------- | -------------------------- |
| Андрей Шевченко      | Главный тренер             |
| Мауро Тассотти       | Ассистент главного тренера |
| Андреа Малдера       | Ассистент главного тренера |
| Педро Харо           | Ассистент главного тренера |
| Александр Шовковский | Ассистент главного тренера |

## Квалификационный этап
Сборная Украины по футболу начала чемпионат с квалификации в группе B. В данной группе находились ещё 4 сборные: Португалии, Сербии, Люксембурга и Литвы.

#### Португалия — Украина 0:0
Стартовый поединок квалификации начался с ничьей в гостях против сборной Португалии. В матче принимали участие украинские футболисты не заявленные в финальную часть соревнования: Евгений Коноплянка и Жуниор Мораес. Также в поединке за главную команду страны дебютировал Виталий Миколенко. Андрей Шевченко отказался от привычной схемы полузащитников: Александр Зинченко был смещён в центр и поставлен в пару с Сергеем Кривцовым, отдавши место левого фланга дебютанту, а Марлос в свою очередь занял правый фланг.
Несмотря на уверенное начало украинские футболисты быстро потеряли инициативу, но продолжали периодически контролировать мяч. Со временем португальцам удалось взять полный контроль над игрой и даже забить гол, автором которого стал Вильям Карвалью, но он был отменён из-за офсайда, в котором находился игрок. Второй тайм получился ещё более интенсивным со стороны хозяев поля, из-за чего подопечным Шевченко пришлось держать глубокую оборону, что дало свой результат. Португальская команда имела довольно мало моментов, с которыми легко справлялся украинский страж ворот. Поединок завершился с ничейным результатом, а лучшим игроком матча признали вратаря сборной Украины Андрея Пятова, который на протяжении всей игры, за исключением гола из офсайда, оставил свои ворота нетронутыми.
| 29 марта 2019 1 тур квалификационного раунда | Португалия | 0:0     | Украина | Лиссабон                                     |
|                                              |            | (отчёт) |         | Стадион: Эштадиу да Луш Судья: Клеман Тюрпен |

#### Люксембург — Украина 1:2
Второй матч квалификации команда Шевченко также проводила в гостях. В начале игры украинская сборная имела полное преимущество, однако результативности это не принесло. Во время фланговой атаки, на 34 минуте матча, игроки сборной Люксембурга прорвались по флангу и после прострела, Давид Тюрпель забил мяч в ворота Андрея Пятова. Хозяева поля удерживали счёт на протяжении пяти минут, после чего Александр Зинченко забросил мяч на Виктора Цыганкова, который обыграл вратаря сборной Люксембурга и сравнял счёт. Второй тайм украинские футболисты провели безрезультативно. Спас ситуацию штрафной удар, назначенный в ворота сборной Люксембурга в компенсированное время: после подачи мяча в штрафную площадь, игрок сборной хозяев поля, Жерсон Рондгес, головой забил мяч в свои ворота. Матч завершился минимальной победой сборной Украины.
| 25 марта 2019 2 тур квалификационного раунда | Люксембург        | 1:2     | Украина                                         | Люксембург                                      |
|                                              | Давид Тюрпель 34′ | (отчёт) | Виктор Цыганков 40′ · Жерсон Родригес а/г 90+3′ | Стадион: Жози Бартель Судья: Маттиас Гестраниус |

#### Украина — Сербия 5:0
Очередной поединок украинцы начали стремительным наступлением в сторону соперника, — сборной Сербии, и уже на 26 минуте матча, с прострела Александра Зинченко, Виктор Цыганков забивает первый гол в матче, а на 28 минуте делает дубль. Третий гол забил Евгений Коноплянка, нанеся удар по воротам с дальней дистанции. На 58 минуте матча забивает гол Роман Яремчук. Заключительный гол в игре забивает Евгений Коноплянка и записывает на своё счёт дубль. Игроки сборной Сербии несмотря на наличие в матче моментов[каких?], не смогли их реализовать. Матч завершился разгромной победой сборной Украины.
| 7 июня 2019 3 тур квалификационного раунда | Украина                                                                  | 5:0     | Сербия | Львов                                           |
|                                            | Виктор Цыганков 26′ 27′ · Евгений Коноплянка 46′ 75′ · Роман Яремчук 58′ | (отчёт) |        | Стадион: Арена Львов Судья: Матеу Лаос, Антонио |

#### Украина — Люксембург 1:0
Второй матч против Люксембурга ознаменовался голом Романа Яремчука на шестой минуте игры в ворота соперника. На 38-й минуте матча у сборной Люксембурга были шансы на взятие ворот: футболисты разыгрывали штрафной удар и в этот момент игрок Кристофер Мартинс, находясь в офсайде, пробил головой по воротам, после чего смог забить. Судья матча, однако, этот гол не засчитал. Матч окончился минимальной победой сборной Украины.
| 10 июня 2019 4 тур квалификационного раунда | Украина          | 1:0     | Люксембург | Львов                                      |
|                                             | Роман Яремчук 6′ | (отчёт) |            | Стадион: Арена Львов Судья: Петер Кралович |

#### Литва — Украина 0:3
Сборная Литвы была не самым серьёзным противником и по прогнозам экспертов являлась проходной для украинцев. Команда Андрея Шевченко имела одну лишь задачу: победить или не проиграть. В первом тайме сборная Украины без особых усилий уже на седьмой минуте матча забивает, а автором гола становится Александр Зинченко. В том же первом тайме сборная Литвы провела лишь одну контратаку и больше опасных моментов не возникало, а вот сборная литовцев в первом тайме пропустила ещё один гол от Марлоса, который в свою очередь избежал офсайда и пробил точным ударом по воротам соперника. После двух голов подопечные Шевченко стали вести более спокойную игру, что дало команде Литвы несколько моментов, однако Пятов отрабатывал каждый момент и не допустил взятие ворот. На 61 минуте Малиновский окончательно определил счёт в игре и матч завершился уверенной победой украинцев.
| 7 сентября 2019 5 тур квалификационного раунда | Литва | 0:3     | Украина                                                 | Вильнюс                                |
|                                                |       | (отчёт) | Александр Зинченко 7′ Марлос 27′ Руслан Малиновский 62′ | Стадион: ЛФФ Стадион Судья: Шаблон:На5 |

#### Товарищеский матч с Нигерией
В период октября-ноября сборная месяц не участвовала в квалификации, но перед тем как уйти на месячный отдых, команда Шевченко провела товарищеский матч со сборной Нигерии. К удивлению болельщиков первыми пропустили украинцы: на 4 минуте нигерийский полузащитник Арибо, которого оборона оставила без прессинга, спокойно обыграл Лунина. Второй гол нигерийцы забили с пенальти, когда рефери назначил его в довольно спорной ситуации. Во втором тайме украинская команда немного исправила ситуации только на 78 минуте, когда Караваев отдал пас с фланга на Зинченко и тот отправил мяч в дальний угол. Через две минуты Яремчук сравнял счёт, но и тут не обошлось без инцидента с участием арбитра, который довольно слабо судил этот матч: после удара нападающего, мяч отскочил ему в руку, а после — залетел в ворота. Сначала гол отменили, но, после совещания с помощником, судья принял решение засчитать гол. На последних минутах украинцы могли забрать победу себе, когда казалось, что гол Яремчука «чистый». Но судья отменяет гол из-за офсайда Коноплянки. Итог матча — ничья.
| 10 сентября 2019 Товарищеский матч | Украина                    | 2:2     | Нигерия                | Днепр                                    |
| | Зинченко 78′ · Яремчук 79′ | (отчёт) | Арибо 4′ · Осимхен 34′ | Стадион: Днепр-Арена Судья: Паоло Валери |
| Украина: Лунин, Караваев, Бурда, Матвиенко, Соболь, Малиновский (Шепелев, 72), Зинченко, Коваленко (Буяльский, 67), Цыганков (Коноплянка, 73), Мораес (Яремчук, 37), Ярмоленко (Марлос, 58) |                            |         |                        |                                          |

#### Украина — Литва 2:0
В начале поединка главный тренер сборной Андрей Шевченко эмоционально призвал свою команду к спокойной игре из-за нереализованных моментов, а также суеты на поле. В данном матче необходим был положительный, — победный результат. Украинцы имели много возможностей, например Жуниор Мораес, после удара головой, отправил мяч выше ворот, а Марлос опасно пробил с дальней дистанции. За своё упорство сборная Украины была награждена, когда на 29-й минуте матча Руслан Малиновский забил первый гол для своей команды. Очередной опасный момент у ворот литовцев был и на 33-й минуте, когда Андрей Ярмоленко с фланга пробил в дальний угол, но мяч попал в перекладину. Первый тайм завершился с минимальным перевесом сине-жёлтых, а первые 10 минут второго тайма не принесли результата. Только на 58 минуте матча Руслан Малиновский ознаменовался дублем в ворота литовцев, который забил со штрафного удара. В отличие от первого матча, во втором сборная Литвы не создала ни одного опасного момента у ворот сборной Андрея Пятова.
| 11 октября 2019 6 тур квалификационного раунда | Украина                    | 2:0     | Литва | Харьков                                  |
|                                                | Руслан Малиновский 29′ 58′ | (отчёт) |       | Стадион: Металлист Судья: Харальд Лехнер |

#### Украина — Португалия 2:1
Второй матч против португальцев начался с опасного момента у ворот украинской сборной, когда на 2-й минуте матча игроки соперника провели атаку, но мяч перехватили футболисты «жёлто-синих», после чего разыграли контратаку, которая закончилась ударом по воротам соперника, но вратарь португальцев смог его поймать. На 6-й минуте поединка сборная Украины разыграла угловой удар и, после неудачной попытки португальцев защитить свои ворота, Роман Яремчук смог пробить в пустую их часть — счёт в матче был открыт. Второй гол в игре с низкого паса забил Андрей Ярмоленко, пас которому отдал Виталий Миколенко. На 71-й минуте матча, во время атаки сборной Португалии, защищая ворота от удара в подкате, Тарас Степаненко зацепил мяч рукой в штрафной площади. На тот момент он имел одну жёлтую карточку и решение арбитра прозвучало через некоторое время: назначен пенальти, а сам игрок был удалён с поля. Исполнял удар Криштиану Роналдо и в конце 72-й минуты обыграл вратаря украинцев Андрея Пятова, послав мяч в противоположный угол, от того, в который прыгнул голкипер. Игра завершился победой Украины над действующим, на тот момент чемпионом Европы..
| 14 октября 2019 7 тур квалификационного раунда | Украина                                 | 2:1     | Португалия                       | Киев                                             |
|                                                | Роман Яремчук 7′ · Андрей Ярмоленко 27′ | (отчёт) | Криштиану Роналду 72′ (пенальти) | Стадион: НСК «Олимпийский» Судья: Тейлор, Энтони |

#### Товарищеский матч с Эстонией
Заключительный матч октября украинская сборная провела против Эстонии. Это был предпоследний поединок украинцев в 2019 году, а также заключительный перед последним матчем квалификации с Сербией.
Опасный момент у ворот эстонцев настал уже на 4 минуте, когда после розыгрыша мяча у штрафной соперника, Беседин замкнул атаку, но удар отразил 23 летний вратарь сборной Эстонии. Ошибки гостей, которыми пользовались игроки Шевченко, к результату не привели. Постоянные промахи украинцев, блокировки ударов и глубокая оборона эстонцев — сценарий поединка. На второй добавленной к основному времени минуте, Безус заработал штрафной и сам его исполнил: «удар — рикошет от Зенёва — гол». Попытка забить гол с дальней дистанции от игрока Эстонии безрезультатна. Итог матча: минимальная победа украинской сборной.
| 14 ноября 2019 Товарищеский матч                                                                             | Украина     | 1:0     | Эстония | Запорожье               |
| | Безус 90+2′ | (отчёт) |         | Стадион: Славутич-Арена |
| Украина: Лунин, Болбат, Пластун, Матвиенко, Соболь, Шахов, Сидорчук, Коваленко, Ярмоленко, Беседин, Цыганков |             |         |         |                         |

#### Сербия — Украина 2:2
Заключительный матч квалификации начался с постоянных атак соперника. Во время очередного прохода сербов, при ударе по воротам, игрок сборной Украины Николай Матвиенко сыграл рукой и арбитр назначил пенальти, который реализовал Душан Тадич. На 23-й минуте игроки сборной Украины имели шанс забить, когда Роман Яремчук получил пас на забегание, но не успел пробить по воротам и вратарь отразил атаку, однако отбитый мяч подхватил Андрей Ярмоленко и пробил по пустым воротам, но мяч попал в штангу. Наличие моментов у команд дало свои результаты: очередной гол забила украинская сборная в конце 32-й минуты поединка, когда, с подачи нападающего, Роман Яремчук головой отправил мяч в ворота. На 56-й минуте матча сербский игрок Александр Митрович с подачи углового забил в дальний от вратаря угол. На третей, последней добавленной ко второму тайму минуте, Артём Беседин, благодаря пасу Андрея Ярмоленко, смог забить завершающий гол в ворота сборной Сербии и тем самым спасти свою команду от поражения.
| 17 ноября 2019 8 тур квалификационного раунда | Сербия                                  | 2:2     | Украина                                            | Киев                                            |
|                                               | Роман Яремчук 32′ · Артём Беседин 90+3′ | (отчёт) | Душан Тадич 9′ (пенальти) · Александр Митрович 56′ | Стадион: НСК «Олимпийский» Судья: Мэдден, Бобби |

### Итог
Сборная Украины завершила выступление в квалификационном раунде и благодаря первому месту прошла в финальный этап соревнования. Команду Андрея Шевченко ждал групповой этап и соперничество в группе С. Вместе с Украиной в группу попали следующие сборные: Нидерланды, Северная Македония и Австрия.
| Поз | Команда    | И | В | Н | П | МЗ | МП | РМ  | О  | Квалификация                        |     | Украина | Португалия | Сербия | Люксембург | Литва |
| --- | ---------- | - | - | - | - | -- | -- | --- | -- | ----------------------------------- | --- | ------- | ---------- | ------ | ---------- | ----- |
| 1   | Украина    | 8 | 6 | 2 | 0 | 17 | 4  | +13 | 20 | Квалификация в финальный раунд      |     | —       | 2:1        | 5:0    | 1:0        | 2:0   |
| 2   | Португалия | 8 | 5 | 2 | 1 | 22 | 6  | +16 | 17 | Квалификация в финальный раунд      |     | 0:0     | —          | 1:1    | 3:0        | 6:0   |
| 3   | Сербия     | 8 | 4 | 2 | 2 | 17 | 17 | 0   | 14 | Сборная участвует в стыковых матчах |     | 2:2     | 2:4        | —      | 3:2        | 4:1   |
| 4   | Люксембург | 8 | 1 | 1 | 6 | 7  | 16 | −9  | 4  |                                     |     | 1:2     | 0:2        | 1:3    | —          | 2:1   |
| 5   | Литва      | 8 | 0 | 1 | 7 | 5  | 25 | −20 | 1  |                                     | 0:3 | 1:5     | 1:2        | 1:1    | —          |       |

## Межэтапный период

#### Период COVID-19
Из-за пандемии COVID-19, 17 марта 2020 года УЕФА приняла решение перенести турнир на лето следующего года. По этой причине Украина не проводила никаких матчей летом и первый официальный поединок состоялся в рамках Лиги Наций УЕФА 20/21 против сборной Швейцарии. Единственные два товарищеских поединка против сборной Франции и Польши команда проиграла, а в матче с первыми установила антирекорд, как самый провальный матч сборной на тот момент. Именно положительные тесты на COVID-19 считаются главной причиной проигрыша в матче против Франции.
| 7 октября 2020 Товарищеский матч | Франция                                                                               | 7:1     | Украина      | Париж                  |
| | Камавинга 9′, Жиру 24′ 34′, Миколенко 39′ а/г, Толиссо, 65′, Мбаппе 82′, Гризманн 87′ | (отчёт) | Цыганков 53′ | Стадион: Стад де Франс |
| Украина: Бущан, Конопля, Забарный, Миколенко (Чеберко, 46), Михайличенко (Соболь, 46) — Шапаренко, Харатин, Макаренко (Шепелев, 62), Малиновский (Цыганков, 46), Ярмоленко (Яремчук, 62), Зубков (Безус, 71). |                                                                                       |         |              |                        |

| 11 ноября 2020 Товарищеский матч | Польша                              | 2:0     | Украина | Польша |
| | Кшиштоф Пёнтек 40′ · Якуб Модер 62′ | (отчёт) |         |        |
| Украина: Лунин, Конопля (Бондарь, 63), Кривцов, Матвиенко, Михайличенко, Коваленко (Сидорчук, 76), Макаренко, Зинченко (Харатин, 56) — Ярмоленко (Марлос, 46), Зубков (Цыганков, 46) — Яремчук (Мораес, 46) |                                     |         |         |        |

#### Подготовка к финальной части турнира
В марте 2021 года сборная сыграла 3 матча в рамках отбора на чемпионат мира 2022 года в Катаре, против сборных Франции, Казахстана и Финляндии, все три матча со счётом 1:1. Также сыграла проверочные матчи перед турниром: товарищеский матч против Бахрейна окончился ничьей (1:1), против Северной Ирландии минимальной победой украинцев, а матч с Кипром разгромным поражением первых от команды Шевченко. Далее сборную ждали испытания континентального турнира
| 23 мая 2021 Товарищеский матч | Украина      | 1:1     | Бахрейн      | Харьков            |
| | Цыганков 90′ | (отчёт) | Зия Саид 75′ | Стадион: Металлист |
| Украина: Трубин, Матвиенко, Кривцов (Попов, 63), Миколенко, Тымчик (Караваев, 78), Шапаренко, Степаненко (Судаков, 46) , Макаренко (Сидорчук, 63), Зубков (Цыганков, 46), Марлос, Беседин (Довбик, 46) |              |         |              |                    |

| 3 июня 2021 Товарищеский матч | Украина    | 1:0     | Северная Ирландия | Днепр                |
| | Зубков 10′ | (отчёт) |                   | Стадион: Днепр-Арена |
| Украина: Бущан, Караваев, Забарный, Матвиенко, Миколенко, Малиновский, Сидорчук (Степаненко, 76), Шапаренко (Судаков, 73), Марлос, Ярмоленко, Яремчук (Беседин, 46), Зубков (Марлос, 46). |            |         |                   |                      |

| 3 июня 2021 Товарищеский матч | Украина                                                      | 4:0     | Кипр | Харьков            |
| | Ярмоленко 36′ · Зинченко 45+2′ · Яремчук 59′ · Ярмоленко 65′ | (отчёт) |      | Стадион: Металлист |
| Украина: Пятов, Забарный, Матвиенко (Караваев, 61), Кривцов, Соболь, Макаренко (Степаненко, 46), Зинченко, Малиновский (Судаков, 67), Ярмоленко (Шапаренко, 70), Яремчук (Беседин, 67), Зубков (Марлос, 46). |                                                              |         |      |                    |

## Групповой этап

#### Нидерланды — Украина 3:2
Стартовый поединок группового этапа для украинской сборной начался с матча против сборной Нидерландов. Это была третья игра в истории сборной Украины против голландцев: первый матч в 2008 году завершился разгромным счётом для «жёлто-синих», второй был сыгран в ничью и теперь этим двум командам предстояло сразиться на поле ещё раз. После прохода отбора основной целью Шевченко и его подопечных был выход в плей-офф турнира, в котором украинцы ещё ни разу не были. Главный тренер Украины подготовил на матч схему «3-3-4», однако про глубокую оборону не шло и речи. Со стартового свистка Яремчук и Зубков достигли штрафной площади соперника, но удара по воротам не последовало. Из-за ошибки Александра Зинченко, игроки голландцев начали стремительную контратаку, но Депай не реализовал момент и вратарь украинцев берёт мяч. После атаки Ярмоленко и его удара по воротам мяч выходит за линию поля и назначается угловой. Затем прошла быстрая контратака «оранжевых», но и тут Георгий Бущан берёт мяч. К концу первого тайма в среднем 6-8 игроков Голландии находились на стороне соперника, а вот у Украины только 2 человека находились при постоянном контроле своих ключевых позиций в нападении. К тому времени «оранжевые» могли получить возможность пробить пенальти после попадания мяча в руку Малиновского, но немецкий судья посчитал, что этот фрагмент был игровым. Тайм завершился безрезультативно.
Во втором тайме сборная Украины не убавила в атаке, но, к сожалению «жёлто-синих», они пропустили первыми, за 10 минут — дважды. На 52 и 59 минуте голы между собой разделили Вейналдум и Вергхорст соответственно. За 10 минут до первого гола украинцев, Андрей Шевченко заменяет Марлоса, который вышел на замену в начале матча, на Шапаренко. Это были единственные 2 замены в матче от этого тренера. На 75 минуте Андрей Ярмоленко, после удачной передачи назад своего партнёра, пробивает по воротам с дальней дистанции. Его гол был признан одним из лучших на этом розыгрыше «Евро». Буквально через 4 минуты Роман Яремчук реализует свой момент и сравнивает счёт. К разочарованию украинских футболистов и болельщиков, Дюмфрис забивает на 85 минуте. Команда Шевченко не успела отыграться. Одной из главных ошибок того матча признали именно тактику главного тренера украинцев, которая ослабляла фланги, по которым в большинстве случаев атаковали голландцы
| 13 июня 2021 1 раунд группового этапа | Нидерланды                                 | 3:2     | Украина                     | Амстердам                                      |
|                                       | Вейналдум 52′ · Вегхорст 59′ · Дюмфрис 85′ | (отчёт) | Ярмоленко 74′ · Яремчук 79′ | Стадион: Йохан Кройф Арена Судья: Брых, Феликс |

#### Украина — Северная Македония 2:1
Украинская команда в пятый раз играла со сборной Северной Македонии, одна из встреч закончилась победой вторых, одна ничьей, а остальные 2 победой украинцев. Последняя игра состоялась в отборе на чемпионат Европы 2016 года. Тогда на поле выходили многие футболисты Украины, играющие и в этом поединке: Сидорчук, который забил гол; Ярмоленко, который дал голевую передачу, а также Пятов, Караваев, Степаненко и Малиновский.
Первый из двух победных матчей финальной стадии данного турнира для сборной Украины начался с двух голов в первом тайме. Первый гол был забит Андреем Ярмоленко на 29 минуте матча. Голевой пас был отдан Александром Караваевым, после чего нападающий пробил по воротам и забил гол с очень близкой дистанции. Второй гол был забит через 5 минут после первого, когда Андрей Ярмоленко дал пас на забегание Роману Яремчуку, после чего тот забил второй (и последний) гол украинцев в данном поединке. На 39 минуте матча, сборная Северной Македонии имела возможность забить, однако Горан Пандев, нападающий сборной, забегая в штрафную площадь во время передачи паса, попал в положение «вне игры» и его гол не был засчитан. Обе команды имели возможность забить, однако до 55 минуты эти возможности не были реализованы. На 55 минуте Александр Караваев, во время борьбы за мяч, бьёт по ноге игрока сборной Северной Македонии. Судья принял решение воспользоваться системой видео-помощи арбитрам (ВАР), после просмотра записи он назначил пенальти в ворота сборной Украины. Пенальти пробивал Эзджан Алиоски, однако вратарь сборной Украины Геогрий Бущан смог отразить этот удар, но Алиоски на добивании, на 57 минуте поединка, забивает гол. До 83 минуты матча, обе команды имели возможность забить, однако на выше упомянутой минуте игрок сборной Северной Македонии Даниэл Аврамовский играет рукой в своей штрафной. За это нарушение он получает жёлтую карточку, а в ворота его команды назначают пенальти, который не смог реализовать Руслан Малиновский. Матч завершился со счётом 2:1 в пользу сборной Украины
| 17 июня 2021 2 раунд группового этапа | Украина                   | 2:1     | Северная Македония | Бухарест                                                                   |
|                                       | Ярмоленко 29′ Яремчук 34′ | (отчёт) | Алиоски 57′        | Стадион: Национальный стадион в Бухаресте Судья: Фернандо Андрес Рапаллини |

#### Украина — Австрия 0:1
Поединок со сборной Австрии был решающим для футболистов Шевченко, именно он определял судьбу второго места: австрийцам нужна была победа, а вот Украина выходила из группы и при ничьей. Между этими двумя сборными уже проходило два матча, но товарищеских: по одной победе на каждую команду. Один игрок из состава сборной — Андрей Ярмоленко, был на тех играх и отметился двумя голевыми передачами. Состав команды Украины был как и на матче с Северной Македонией, единственная замена: Сидорчук сменил Степаненко в защите.
Игра началась с постоянного прессинга от соперника «жёлто-синих» и первый момент был за австрийской сборной, когда Шлагер прорвался по флангу в штрафную, но Александр Зинченко выручил свою команду и не дал пробить. За долгое время, только один игрок команды Украины смог оказаться в штрафной соперника, но безрезультативно. Сборная Австрии имела постоянные моменты, но мяч постоянно обходил ворота Бущана. Постоянный прессинг и ошибки украинцев привели к ожидаемому голу в их ворота, автором которого стал Баумгартнер. Попытки обострить ситуацию или изменить тактику не привели к чему-либо для украинцев. Поражение сборной Украины по всем показателям.
Впоследствии Австрия вышла на Италию и проиграла 1:2, а судьба украинской команды в турнире решалась в других, не связанных с ней матчах.
| 21 июня 2021 3 раунд группового этапа | Украина | 0:1     | Австрия         | Амстердам                                                       |
|                                       |         | (отчёт) | Баумгартнер 21′ | Стадион: Национальный стадион в Бухаресте Судья: Чакыр, Джюнейт |

| Поз | Команда            | И | В | Н | П | МЗ | МП | РМ | О | Квалификация     |
| --- | ------------------ | - | - | - | - | -- | -- | -- | - | ---------------- |
| 1   | Нидерланды (Х)     | 3 | 3 | 0 | 0 | 8  | 2  | +6 | 9 | Выход в плей-офф |
| 2   | Австрия            | 3 | 2 | 0 | 1 | 4  | 3  | +1 | 6 | Выход в плей-офф |
| 3   | Украина            | 3 | 1 | 0 | 2 | 4  | 5  | −1 | 3 | Выход в плей-офф |
| 4   | Северная Македония | 3 | 0 | 0 | 3 | 2  | 8  | −6 | 0 |                  |

### Итог
В связи с тем, что сборная Украины набрала только 3 очка в турнирной таблице, она могла выйти в плей-офф турнира только, после того как будут известны результаты всех матчей и она окажется в четвёрке лучших из сборной находящихся на 3 месте. Сборная Украины могла гарантировать себе выход если совпадёт два результаты из следующих возможных, а именно:
- В группе E Испания должна победить Словакию, а Швеция не проиграть Польше.
- В группе F Франции необходимо победить Португалию, а Германия не должна проиграть Венгрии, или же проиграть со счётом 0:3 и более.

Из данного списка подтвердились следующее результаты: Испания победила Словакию (5:0), Швеция обыграла Польшу (3:2). Таким образом по результатам этих матчей сборная Украины вышла в плей-офф турнира.

## Плей-офф
По результатам окончания группового этапа, сборная Украины заняла 4 место из 6 команд, занявших в основной таблице 3 место, и смогла выйти в плей-офф соревнования.

#### Швеция — Украина 1:2
29 июня прошёл матч между сборной Швеции и сборной Украины. На 27 минуте матче Александр Зинченко смог забить гол в ворота соперника с подачи Андрея Ярмоленко. Второй гол на 43 минуте матча забил игрок сборной Швеции Эмиль Форсберг, благодаря дальнему удару и рикошету от игрока сборной Украины. Второй тайм не принёс значимых результатов, несмотря не наличие моментов у обеих сборных. После короткого перерыва сборные перешли в дополнительные два тайма. На 99 минуте матча игрок сборной Швеции Маркус Даниэльссон получает красную карточку за грубую игру против игрока сборной Украины Артёма Беседина. До конца дополнительных таймов определённого результата не было и только на добавленной арбитром трёхминутке всё решилось. На первой добавленной минуте дополнительного времени Артём Довбик, с подачи Александра Зинченко, в штрафной площади головой забивает гол и выводит сборную Украины в четвертьфинал.

##### Ситуация с Артёмом Бесединым
В дополнительное время, на 99 минуте поединка игрок сборной Швеции Маркус Даниэльссон в подкате ударил по ноге Артёма Беседина: после просмотра ВАР шведа удалили с поля. 1 июля 2021 года на сайте Президента Украина появилась петиция о награждении Артёма Беседина орденом «За мужество». Беседин получил повреждения связок и перелом, из-за чего по прогнозам врачей может пропустить 6 месяцев.
| 29 июня 2021 1/8 финала | Швеция       | 1:2     | Украина                      | Глазго                                       |
|                         | Форсберг 43′ | (отчёт) | Зинченко 27′ · Довбик 120+1′ | Стадион: Хэмпден Парк Судья: Орсато, Даниэле |

#### Украина — Англия 0:4
В истории сборной Украины, данный матч против англичан стал восьмым: 1 победа украинцев, 4 их проигрыша и 2 ничьи. Особенно в истории чемпионатов Европы вошёл матч 2012 года. Он запомнился скандальным судейством в пользу англичан, из-за которого Украина не смогла пробиться в плей-офф, но имела на это все шансы.
В поединке четвертьфинала сборные встретились на Олимпийском стадионе в Риме. Сборная «туманного альбиона» была фаворитом встречи, но до 4 минуты казалась очень осторожной. Для сборной Украины всё рухнуло после гола Гарри Кейна на 4 минуте, когда защитники команды Шевченко не заметили его забегание. Украинцы не закрылись в обороне и на 17 минуте создали очень опасный момент: Яремчук обыграл 3 защитников, прорвался в штрафную, но не пробил Джордана Пикфорда. Команда «трёх львов» не особо стремилась в атаку, спокойно отдавала мяч и не прессинговала, но ожидала момента для стопроцентной контратаки, который изредка появлялся. Сначала Кейн пытался разыграть сценарий первой 5-минутки матча, затем Стерлинг прорвался по левому краю, но защитники заблокировали прострел. Мяч переходил под постоянные контратаки украинцев и попытки выпада атакующей линии англичан, но безуспешно. Тайм завершился минимальным отрывом Англии.
На 46 минуте матча, во втором тайме игроки Шевченко сфолили на авторе первого гола и судья назначил штрафной. Заброс в штрафную — гол Гарри Магуайра, счёт становится катастрофическим для Украины, учитывая уровень её соперника. Не прошло и 5 минут, как сборная Украины пропустила третий раз: мяч ушёл на угловой, после подачи которого Гарри Кейн забивает гол. Попытки украинцев пробить в оборону соперника безуспешны. Точкой в игре стал гол Джордана Хендерсона, а остальные 30 минут второго тайма не принесли результата сборной Украины. Поединок закончился полным разгромом «жёлто-синих».
Основная претензия к главному тренеру Украины это то, что он не дал выйти на поле многим игрокам в течение всей встречи. Попытка выпустить была лишь в самом конце, но свисток окончания матча был первым.
| 03 июля 2021 1/4 финала | Украина | 0:4     | Англия                                          | Рим                                                     |
|                         |         | (отчёт) | Гарри Кейн 4′ 50′ · Магуайр 46′ · Хендерсон 63′ | Стадион: Олимпийский стадион в Риме Судья: Брых, Феликс |

## Поддержка сборной
Поддержку игрокам на протяжении всего чемпионата оказывали болельщики Украины, а также политики. Например, президент Украины Владимир Зеленский поздравил сборную с выходом в четвертьфинал турнира, а после поражения в матче с Англией поддержал команду. По возвращении сборной Украины в страну, фанаты и болельщики радушно встретили игроков, несмотря на проигрыш в чемпионате.
На зарубежных стадионах всегда присутствовал украинский фан-сектор. Кроме того, в Бухаресте во время игры Украина — Северная Македония и после неё болельщики сборной Украины активно исполняли песню «Червона рута».

## Итоги выступления

#### Признание
В двух матчах финальной стадии чемпионата из пяти, украинские футболисты были признаны лучшими игроками поединка.. В матче против сборной Северной Македонии лучшим игроком признан Андрей Ярмоленко, а в матче против сборной Швеции — Александр Зинченко.
Согласно рейтингу FedEx Performance Zone, в десятку лучших игроков (по очкам) данного чемпионата попал Андрей Ярмоленко — 64 486 очка. Также в пятёрку лучших игроков по статистике возврата мяча попал защитник Николай Матвиенко, занявший 2 место. В список 50 лучших футболистов чемпионата попали следующие игроки: Андрей Ярмоленко — 8 место, Николай Матвиенко — 12 место, Александр Зинченко — 39 место, Роман Яремчук — 49 место.

#### Результат
Выступление сборной на чемпионате Европы по футболу 2020 стало на момент его проведения самым результативным и успешным. Как игроки, так и главный тренер признали необходимость работать над ошибками. Премиальные выплаты за участие в чемпионате составляют 16 миллионов евро: 9,25 миллиона за выход в финальную часть турнира, 1,5 миллиона за победу в матче против Северной Македонии, 2 миллиона за выход на стадию плей-офф, 3,25 миллиона за выход в четвертьфинал.

##### Комментарии
1. ↑  Данная статья описывает период событий лишь в период начала квалификации к турниру и окончания выступление сборной на данном турнире
2. ↑  В различных чемпионатах и турнирах, в зависимости от поданной заявке на матч, игроки могут выступать под номерами других футболистов, той-же команды.
3. ↑  Футбольные номера футболистов, указанные в данном списке, могут быть верны на момент их нахождения в сборной в сезоне 20/21, или же официальные номера в сборной на чемпионате Евро-2020. Данное понимаете может изменятся, в определённом контексте или по информации определённого источника. Также может быть включена постоянная информация. В списке не указывается статистика за квалификационный раунд и футболисты не игравшие в финальной части, но игравшие в квалификации, будут определятся как «Не выходил на поле».
4. ↑  Тренерский штаб не включил данных игроков в заявку на финальную часть розыгрыша.
5. ↑  Находились в заявке на матчи, возможно выходили на поле в квалификации и возможно играли, но травмировались после этого. Статистика игроков не попавших в финальную часть заявки не учитывается.
6. ↑  Указаная статистика не условная, а реальная
7. ↑  В скобках указаны замены, минуты соответственно
8. ↑  Офсайд